# Caldereta asturiana
La caldereta asturiana o caldereta de pescado y marisco es un plato típico de la gastronomía asturiana. No tiene una fórmula fija para su preparación ya que sus ingredientes y elaboración pueden variar de una zona a otra de la costa asturiana.

## Los ingredientes típicos
La caldereta asturiana, en sus múltiples maneras de ser preparada, se compone invariablemente de pescados de roca (normalmente pescado azul) y otros pescados de carne dura, como podrían ser el tiñosu (cabracho), el salmonete, el mero, etc. 
En cuanto a los mariscos, los más típicos son los langostinos, las gambas o las cigalas, aunque también pueden emplearse centollos, mejillones, llámpares (lapas) o incluso calamares.
Es común la adición de hortalizas como los pimientos, tomates y cebollas, así como de limón, vino o cava. Completan la lista de los ingredientes el aceite, el perejil, la sal y el ajo.

## Preparación y servicio
Se preparan los pescados y mariscos y se dejan enteros y pelados. Por otro lado se fríe en aceite el ajo, la cebolla y el perejil picados muy finos, agregando una cucharada de harina (que hará espesar el caldo) y se remueve sin que se dore. Se añade el vino o el cava, se da un hervor, se sazona y se reserva.
Finalmente, se vierte una capa de esta salsa en una cazuela, luego una capa de pescados y mariscos, otra de salsa y así alternativamente hasta tener todo en la cazuela. Se mete todo al horno unos 40 minutos. Se saca, se le añade el jugo de limón y se sirve inmediatamente.